# Gustave Dugazon
Gustave Dugazon (narozen jako Alexandre Gustave Louis Gourgaud 1. února 1781 v Paříži, zemřel 12. září 1829 tamtéž) byl francouzský hudební skladatel.

## Život
Gustave Dugazon byl synem zpěvačky Louise Rosalie Lefebvre a herce Jeana-Henry Gourgauda známého pod uměleckým jménem Dugazon. Byl také bratrancem napoleonského generála barona Gasparda Gourgauda (1783-1852).
Již v mládí se projevilo jeho mimořádné hudební nadání. Vstoupil na pařížskou konzervatoř, kde studoval harmonii u Henriho-Montana Bertona a skladbu u François-Josepha Gosseca.
V roce 1806 vyhrál s kantátou Héros na slova básníka Saint-Victora Prix de Rome. Stal se pak v Paříži úspěšným skladatelem a hudebním pedagogem.
Zemřel v Paříži 12. září 1829 a je pohřben na hřbitově Père-Lachaise (11. odd.).

## Dílo
Jeho prvním jevištním dílem byl balet Noemie, který vytvořil pro divadlo Porte Saint-Martin. Velký úspěch měly jeho drobnější skladby: airs, mélodies, romance, nokturna, fantazie a taneční skladby. Řadu těchto děl upravil pro kytaru Jean Antoine Meissonnier.
Jevištní díla
- Noémie, balet
- Marguerite de Waldemar, opera, 1812
- Noce écossaise, opera, 1814
- Les Fiancés de Caserte, balet, 1817
- Chevalier d'industrie, opera, 1818
- Alfred le Grand, balet, 1822
- Aline, balet, 1823